# Conjugado armónico
En matemáticas, se dice que una función de variables reales {\displaystyle u(x,y)} definida en un conjunto abierto conexo {\displaystyle \Omega \subset \mathbb {R} ^{2}} tiene una función conjugada {\displaystyle v(x,y)} si y sólo si son respectivamente las partes reales e imaginarias de un función holomorfa {\displaystyle f(z)} de variable compleja{\displaystyle z:=x+iy\in \Omega .} Es decir,{\displaystyle v} es conjugada de {\displaystyle u} si y solo si {\displaystyle f(z):=u(x,y)+iv(x,y)} es holomorfa en {\displaystyle \Omega }. Como primera consecuencia de la definición, ambas funciones son armónicas en {\displaystyle \Omega }. Además, si existe la conjugada de {\displaystyle u,} esta es única salvo una constante aditiva.

## Descripción
Una definición equivalente es que, {\displaystyle v} es conjugada de {\displaystyle u} en  {\displaystyle \Omega \subset \mathbb {R} ^{2},}  si y sólo si satisfacen las  ecuaciones de Cauchy–Riemann en {\displaystyle \Omega .} Como consecuencia, si {\displaystyle u} es cualquier función armónica {\displaystyle \Delta u=0} en {\displaystyle \Omega } la función {\displaystyle u_{y}} es conjugada para {\displaystyle -u_{x},} entonces las ecuaciones  de Cauchy–Riemann son justamente la simetría de las segundas derivadas mixtas {\displaystyle u_{xy}=u_{yx}.},  Por tanto, una función armónica  {\displaystyle u} admite una armónica conjugada si y sólo si la función holomorfa {\displaystyle g(z):=u_{x}(x,y)-iu_{y}(x,y)}  tiene como primitiva a {\displaystyle f(z)} en cuyo caso una conjugada de {\displaystyle u} es, naturalmente, {\displaystyle \mathrm {Im} f(x+iy).} Así que cualquier función armónica  siempre admite un función conjugada siempre que su dominio sea simplemente conexo, y en cualquier caso admite un conjugado localmente en cualquier punto de su dominio.
Al operador que toma una función armónica en una región simplemente conexa y devuelve su armónica conjugadase le conoce como transformada de Hilbert y está relacionado con los operadores integrales singulares. Una generalización son las transformadas de Bäcklund lineales; las cuales son de interés en el estudio de solitones y sistemas integrables.
Geométricamente las armónicas conjugadas tienen trayectorias ortogonales, fuera de los ceros de la función holomorfa subyacente; los contornos en qué u y v son constantes se cruzan en ángulos rectos. A f también se le conoce como potencial complejo, donde u es la función potencial y v es la función de corriente.

## Armónico conjugado en geometría
Hay una ocurrencia adicional del término armónico conjugado en matemáticas, específicamente en geometría proyectiva. Dos puntos A y B son armónicos conjugados con respecto a otro par de puntos C y D si la razón armónica es -1, es decir {\displaystyle (A,B;C,D)={\frac {AC\cdot BD}{BC\cdot AD}}=-1}.